# Ulica Łazienna Mokra w Piotrkowie Trybunalskim
Ulica Łazienna Mokra – ulica na Starym Mieście w Piotrkowie Trybunalskim.

## Opis
Ulica Łazienna Mokra łączy południowo-zachodni narożnik Rynku Trybunalskiego i ul. Szewską z ulicą Pijarską. Długość ulicy wynosi około 70 metrów. Ulica należy do najstarszych ulic w Piotrkowie i jest częścią układu urbanistycznego Starego Miasta, który ukształtował się w XIII/XIV wieku.
Nazwa ulicy została wymieniona na najstarszym planie Piotrkowa z 1786. Nazwa ulicy wywodzi się od istniejącej przy niej niegdyś łaźni miejskiej. Ulica określana była też jako Łazienna Błotna.
W kamienicy przy Łaziennej 2 / Rynku Trybunalskim 12 zachowały się od strony ul. Łaziennej wejścia do piwnic, tzw. szyje, którymi spuszczano do wnętrza beczki. Piwnice te, z zachowanymi gotyckimi sklepieniami, ciągną się pod kamienicą wzdłuż Łaziennej. Południowa część piwnic pełniła funkcję magazynu, w którym składowano beczki z piwem. W XVIII w. kamienica należała do Augustynowiczów, rodziny kupieckiej ormiańskiego pochodzenia.
Przy ul. Łaziennej Mokrej 1 / Szewskiej 2 położona jest jedna z najcenniejszych kamienic Starego Miasta w Piotrkowie. Zachowało się w niej stosunkowo dużo zabytkowych elementów, zarówno na zewnątrz, jak i wewnątrz. Na parterze kamienicy zachowały się sklepienia kolebkowe z lunetami i bogatą dekoracją. Obecnie w kamienicy tej mieści się Centrum Edukacji Browarniczej i Muzeum Piwowarstwa.
Do około 1900 roku przy Łaziennej stał parterowy murowany dworek, sięgający historią XVI wieku.
Na kamienicy przy Łaziennej Mokrej 6 umieszczona jest tablica informująca o kręceniu w tym miejscu scen do filmu Lawa w reż. Tadeusza Konwickiego (1989). Ulica pojawiła się również w filmach Niedziela sprawiedliwości (1965) oraz Listy do M. 3 (2017).

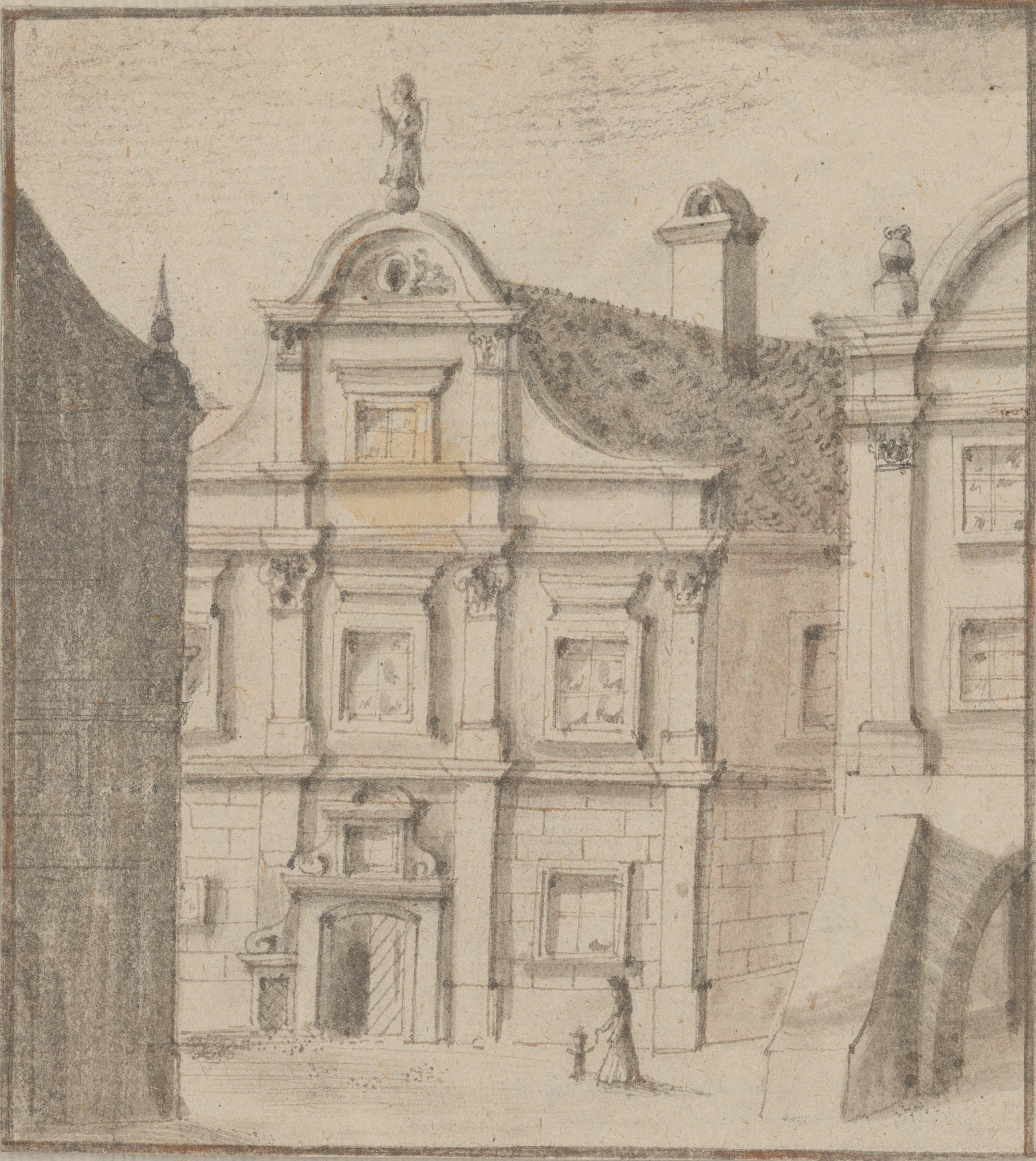
Kamienica na rogu Łaziennej i Szewskiej (około 1800)
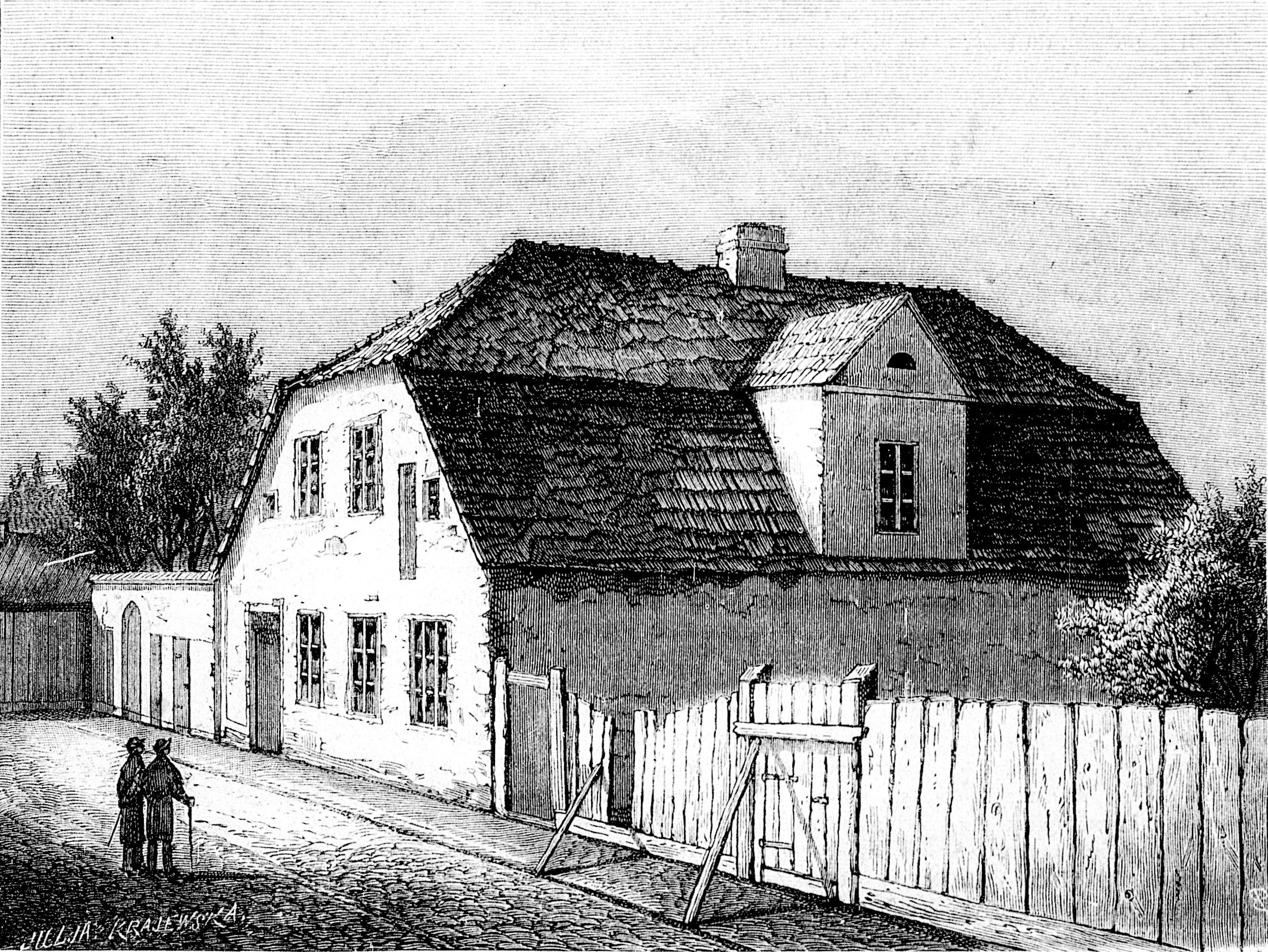
Dworek rozebrany około 1900 (grafika z 1884)

## Zabytki
Ulica wraz z całym układem urbanistycznym Starego Miasta wpisana jest do rejestru zabytków pod numerem 89-IX-35 z 24.07.1948, z 1.02.1962 i z 23.02.2004.
Do rejestru zabytków wpisane są budynki:
- nr 1 (Szewska 2) – kamienica, poł. XVIII w.
- nr 2 (Rynek Trybunalski 12) – kamienica, XVIII w.

Do gminnej ewidencji zabytków miasta Piotrkowa Trybunalskiego, oprócz obiektów z rejestru zabytków, są też wpisane budynki:
- nr 4 – kamienica, XVIII w.
- nr 6 – kamienica, poł. XIX w.